# Rambo III (jogo eletrônico de 1989)
Rambo III é um jogo eletrônico estilo Shoot'Em Up Multi-Scrolling lançado em 1989 pela Taito em parceria com a Ocean para os consoles Atari ST, Amiga, Spectrum, Commodore 64, e Amstrad CPC, que foi baseado no filme homônimo de 1988.
Neste game, o player veste-se de John Rambo e deve sobreviver à uma série de desafios a fim de salvar seu amigo, Coronel Trautman, que foi capturado pelas Forças soviéticas no Afeganistão.

## Recepção
A trilha-sonora do Commodore 64 foi eleita, pela revista PC World Australia, uma das melhores da história do Commodore 64.